# Norartocarpetina
Norartocarpetina é um composto orgânico, uma flavona. É encontrada em Artocarpus dadah.